# Leptotarsus (Longurio) eshowensis
Leptotarsus (Longurio) eshowensis is een tweevleugelige uit de familie langpootmuggen (Tipulidae). De soort komt voor in het Afrotropisch gebied.